# أشعر البطن
أشعر البطن (الاسم العلمي: Trichogaster)، جنس أسماك جورامية موطنها الأصلي جنوب آسيا من باكستان إلى ميانمار. وهو الجنس الوحيد في فُصيلة أحادية النمط أشعراوات البطن Trichogastrinae كما هو موضح في الطبعة الخامسة من كتاب أسماك العالم ( Fishes of the World)، على الرغم من أن هذا الكتاب ينص على وجود جنسين، الآخر هو Colisa والذي يُعامل كمرادف لأشعر البطن من قبل قاعدة الأسماك وقائمة اسكماير للأسماك (Catalog of Fishes). تضع قاعدة الأسماك أيضًا الجنس في فُصيلة جورامياوات رمحية الرأس. أنواع هذا الجنس تحظى بشعبية كبيرة في تجارة أحواض السمك.

## التأثيل
يأتي اسم Trichogaster من كلمتين اليونانيتين قديمة θρίξ (thríx) والتي تعني الشعر وγαστήρ (gastḗr) والتي تعني معدة أو بطن، في إشارة إلى الشعاع الطويل المنفرد الذي يشبه الشعر في الزعفنة الحوضية.

## الأنواع
هناك حاليًا أربعة أنواع معترف بها في هذا الجنس:
- هاني جرامي (فرانسيس بوشنان-هاميلتون, 1822) (Honey gourami)
- Trichogaster fasciata ماركوس إليسر بلوخ & يوهان شنايدر, 1801 (Banded gourami)
- Trichogaster labiosa فرنسيس داي, 1877 (Thick-lipped gourami)
- جرامي قزم (فرانسيس بوشنان-هاميلتون, 1822) (Dwarf gourami)